# Naimanos
Naimanos ou naimãs (em mongol: Найман; romaniz.: Naiman; lit. "oito") são uma tribo mongol surgida durante a Idade Média. Seu nome, que é de origem mongol, alude ao número de clãs ou linhagens que a formaram, porém os nomes destes clãs indicam que, na verdade, eram falante de uma das línguas turcomanas. Quiçá são os nambagues ou niambaéns citados nos registros dos quitais no século XI. No século XII, tornar-se-iam uma grande tribo na região das montanhas Altai. Em seu ápice, se estendiam de Caracórum a leste, passando pelo rio Irtixe no oeste e fazendo fronteira com a bacia do Zungar e os uigures ao sul e os quirguizes a norte.